# Riso Gallo
Riso Gallo S.p.A. è un'azienda italiana specializzata nella produzione e commercializzazione di riso e prodotti derivati, fondata a Genova nel 1856 con sede a Robbio in provincia di Pavia.

## Storia
Nel 1856 dopo aver trascorso qualche anno in Argentina, il commerciante Giobatta Preve, al suo rientro in Italia, aprì a Genova una piccola attività a Sampierdarena insieme ad un socio. Nacque così la Preve&Macciò. Fu poi la volta di Giovanni, quindi di Cesare e del fratello Alberto i quali, nel 1905, rilevarono uno stabilimento a Buenos Aires dando vita alla Frugone&Preve. Toccò in seguito a Riccardo: in Italia la sede fu dapprima trasferita a Novara e successivamente, nel 1926, a Robbio Lomellina, una nota zona risicola.
Nel 1943 fu inaugurato il marchio Riso Gallo. Riccardo Preve decise di lanciare il riso in scatola in Argentina, trovandosi, tuttavia, dinnanzi al problema del forte analfabetismo. Vi pose rimedio contrassegnando le diverse qualità di riso con un particolare animale: la tigre, l'elefante, la giraffa, l'aquila e, per il riso di prima scelta, il gallo; da cui il Riso Gallo. Ciononostante, fu soltanto dal gennaio 2004 che l'azienda, sotto la guida di Mario Preve, assunse ufficialmente il nome di Riso Gallo.
Mario Preve, esponente della quinta generazione, iniziò a lavorare nell'azienda dal 1965 e nel 1969 tornò di nuovo a Buenos Aires dove si alternò con i suoi fratelli Alberto e Cesare alla guida dello stabilimento argentino che prende il nome di Arroz Gallo. La gestione non fu semplice e i fratelli decisero di separarsi: Alberto e Cesare rimasero a Buenos Aires, mentre Mario si trasferì in Italia in veste di amministratore delegato dell'azienda a cui s'aggiunse un nuovo socio, Ghigliotti, subentrato a Frugone. Alla fine degli anni ottanta anche Ghigliotti lasciò. Il 99% del capitale fa capo a una finanziaria estera che a sua volta è controllata dai due rami della famiglia Preve: quello genovese e quello argentino.
L'azienda acquista regolarmente il riso da oltre un migliaio di agricoltori delle province di Vercelli, Pavia, Novara e Milano. Dispone di filiali in Francia, Gran Bretagna, Spagna, Svizzera ed effettua vendite dirette in Austria e Germania. Nel marzo 2003 fu lanciato il "Gran Riserva", un Carnaroli fatto invecchiare con i liquori e venduto dopo due anni in confezioni da due chili e disponibile unicamente in tre punti vendita: Peck a Milano, Fauchon a Parigi, Harrods a Londra.
Il 3 ottobre del 2016 il Ministero dello sviluppo economico emise un francobollo commemorativo, stampato dall'Istituto Poligrafico e Zecca dello Stato, per i 160 anni di attività dell'azienda. Nell'occasione Mario Preve lasciò il comando operativo ai quattro figli: Carlo (1971), Emanuele (1974), Riccardo (1975) ed Eugenio (1981). La famiglia ha formalizzato un accordo per regolare la successione generazionale, fissandone i requisiti, per poter assumere responsabilità in seno all'azienda occorre: aver conseguito una laurea, conoscere tre lingue e aver maturato almeno un anno d'esperienza in un'azienda esterna.

## Testimonial
Accanto all'iconico gallo dell'azienda, nel corso degli anni i prodotti hanno avuto come testimonial dapprima l'attrice Lea Massari ed in seguito Melba Ruffo.

## Guida Gallo
La Guida Gallo è una guida specializzata sul risotto, pubblicata dal 1998; essa contiene una collezione di risotti creati dai migliori chef del mondo.
| Edizione | Anno | Editore                     | Curatori                                  |
| -------- | ---- | --------------------------- | ----------------------------------------- |
| 1        | 1998 | Fabbri Editori              |                                           |
| 2        | 1999 | De Agostini                 |                                           |
| 3        | 2000 | De Agostini                 |                                           |
| 4        | 2001 | De Agostini                 |                                           |
| 5        | 2002 | De Agostini                 | Alex Guzzi, Lina Sotis                    |
| 6        | 2003 | De Agostini                 |                                           |
| 7        | 2006 | Gribaudo                    | Debora Bionda, Ferruccio Ferragamo        |
| 8        | 2010 | Giunti Editore              | Marco Abate, Michele Abate, Paolo Barilla |
| 9        | 2013 | GVE-Guido Veneziani Editore | Alessandra Rosati, Marialuisa Trussardi   |
| 10       | 2016 | Gribaudo                    | Allan Bay                                 |